# Пол, Роберт (фигурист)
Роберт Пол (англ. Robert Paul; 2 июня 1937, Торонто — 19 декабря 2024, Миннеаполис, Миннесота) — канадский фигурист, выступавший в парном катании с Барбарой Вагнер. Они начали кататься вместе в 1952 году и стали пятикратными чемпионами Канады, четырёхкратными чемпионами мира и увенчали свою карьеру золотой медалью на Олимпийских играх 1960 года.
После выступлений как профессионал Роберт Пол стал хореографом в фигурном катании. Он ставил программы таким фигуристам, как Пегги Флеминг, Дороти Хаммил и Линда Фратианни. В настоящее время он помогает тренеру Мираи Нагасу.

## Спортивные достижения
| Соревнования/Сезон          | 1955 | 1956 | 1957 | 1958 | 1959 | 1960 |
| Зимние Олимпийские игры     |      | 6    |      |      |      | 1    |
| Чемпионаты мира             | 5    | 5    | 1    | 1    | 1    | 1    |
| Чемпионаты Канады           |      | 1    | 1    | 1    | 1    | 1    |
| Чемпионаты Северной Америки | 3    |      | 1    |      | 1    |      |